# Казаковское золотопромышленное общество

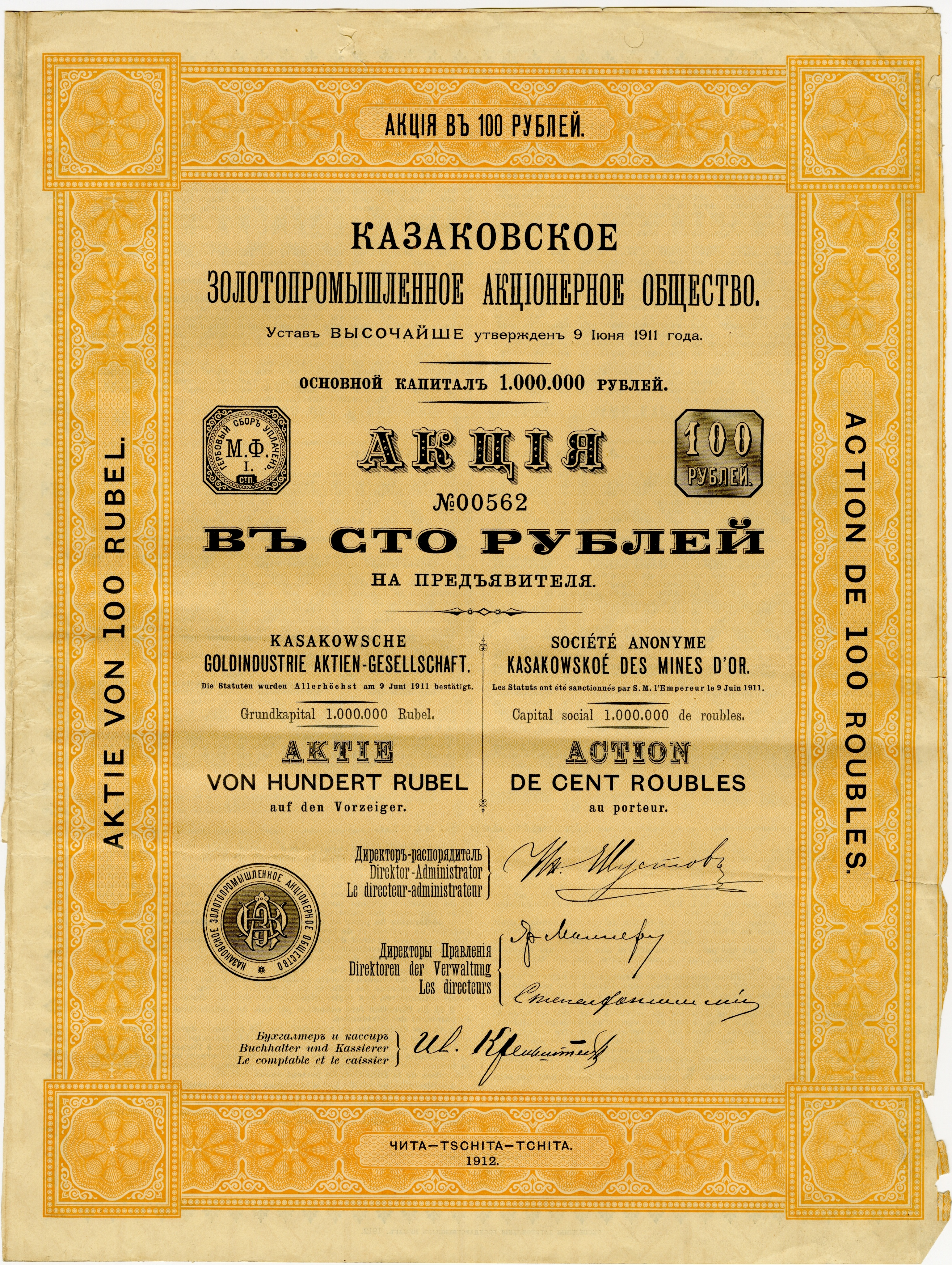
Акция в сто рублей на предъявителя Казаковского золотопромышленного акционерного общества. Российская империя, Чита, 1912 г.

Казаковское золотопромышленное акционерное общество с основным капиталом в 1 000 000 рублей, устав которого Высочайше утвержден 11 июня 1911 г.,  было зарегистрировано в Чите в 1912 г. Предприятия общества занимались освоением Казаковского месторождения в окрестностях села Казаковский Промысел в северо-восточной части Балейского района Забайкальского края России, в настоящее время являющегося центром сельского поселения «Казаковское».